# 79-я бронетанковая дивизия
79-я бронетанковая дивизия (англ. 79th Armoured Division) — специальное бронетанковое формирование британской армии, созданное во время Второй мировой войны. 
Соединение было создано в рамках подготовки к высадке союзников в Нормандии (6 июня 1944 года). Формирование эксплуатировало бронетехнику, модифицированную для специальных функций, предназначенных для оказания помощи с высадками на побережьях.

## История

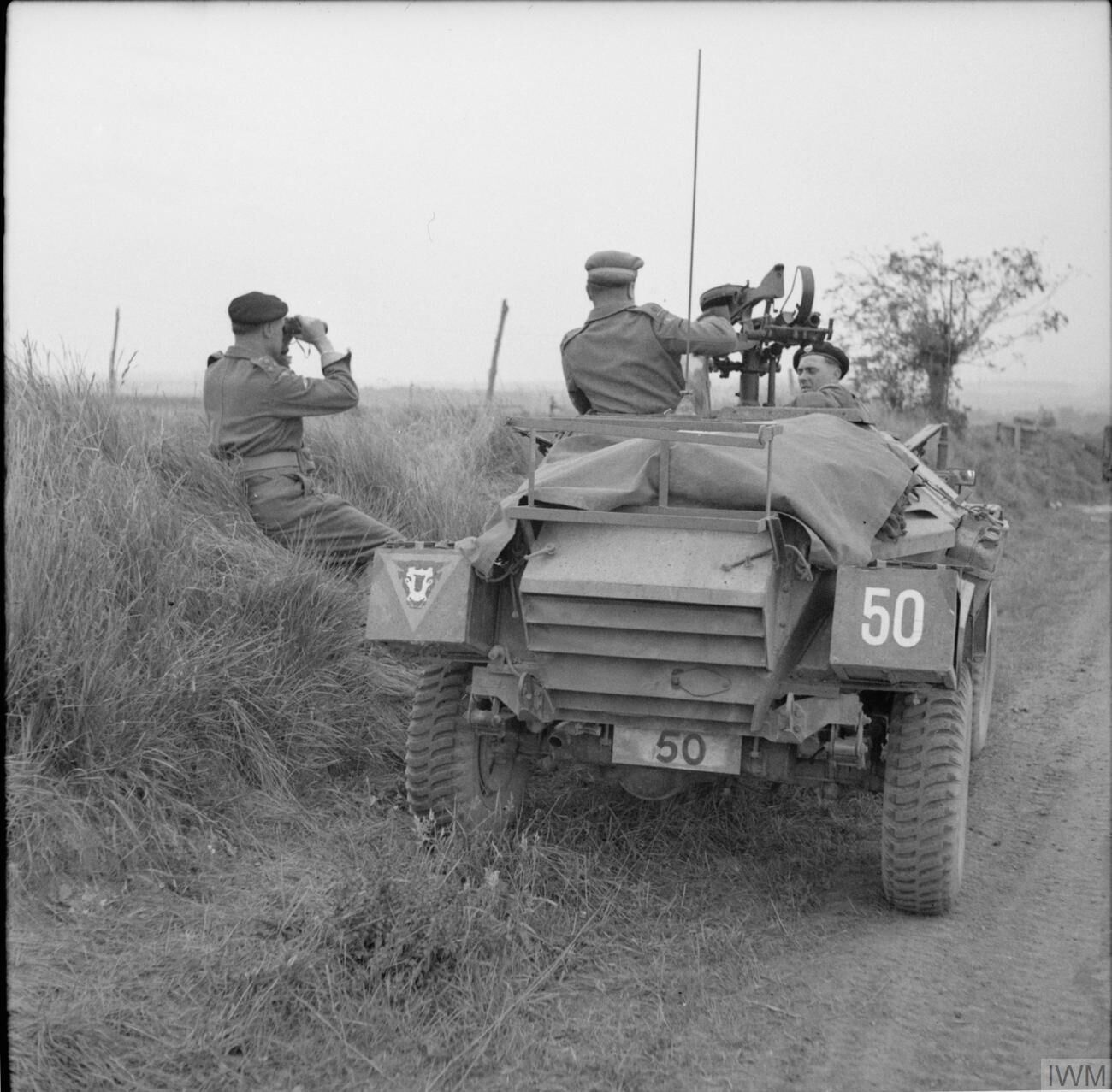
Дункан Н. У. из 30-й бронетанковой бригады наблюдает за атакой на Кан из своего разведывательного автомобиля «Хамбер» под Бевилем, 8 июля 1944 года.

Дивизия была сформирована как бронетанковое соединение, под подчинением Северного командования в августе 1942 года. Генерал сэр Алан Брук, начальник генерального штаба, который предвидел необходимость специализированных бронемашин, предложил командование дивизией генерал-майору Перси Хобарту в октябре 1942 года.
Первоначально в составе дивизии была пехота, артиллерия и инженеры, но 185-я пехотное подразделение было выведено из состава в сентябре 1942 года, все ее артиллерийские полки были выведены к апрелю 1943 года, а инженерные подразделения были выведены к ноябрю 1943 года.
Перси Хобарт использовал стандартные танки за основу, но переделывал в зависимости от боевого опыта и задач, переделки со временем стали называться Игрушки Хобарта. Были танки которые могли плавать, обезвреживать мины, разрушать оборонительные сооружения, возводить и прокладывать мосты и дороги — все что позволяло силам вторжения высадиться на берег и прорвать немецкую оборону.
Дивизия высадилась во Франции в июне 1944 года, в дальнейшем использовалась во время битвы за Брест, битвы за устье Шельды (операция «Инфатуат»), битвы за треугольник Рура (операция «Чёрный петух»), переправы через Рейн (операция «грабеж») и битве за переправу через Эльбу.
79-я бронетанковая дивизия была расформирована 20 августа 1945 года. Впоследствии Хобарт командовал специализированным учреждением по разработке бронетехники (SADE), которое было сформировано из подразделений 79-й дивизии.

## Галерея

Техника дивизии
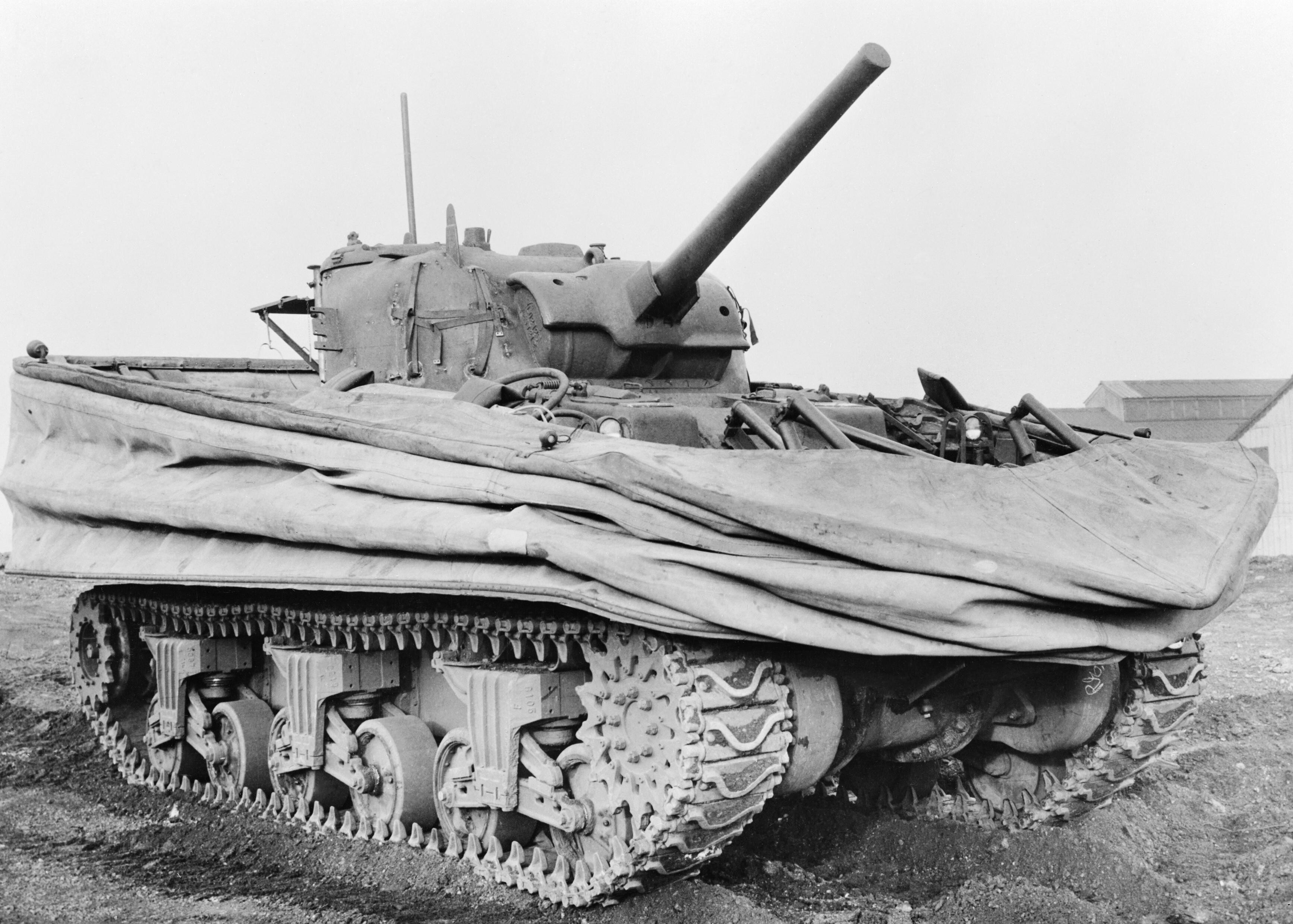
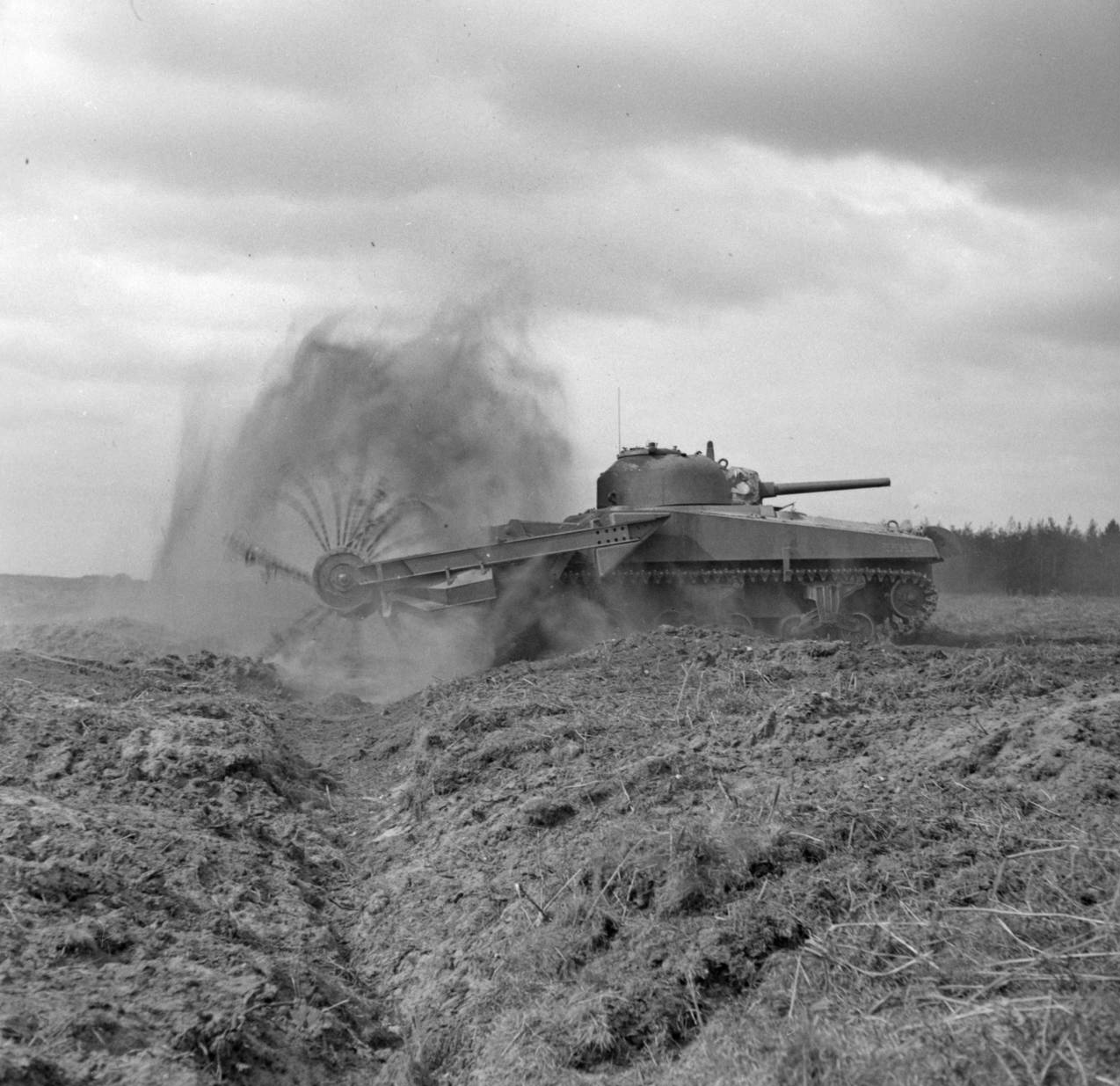
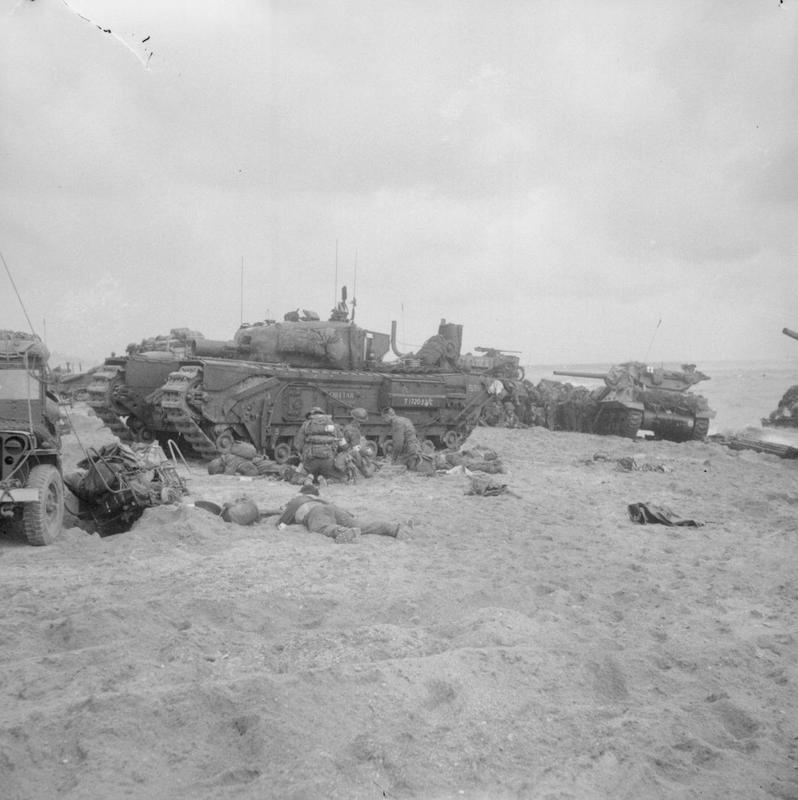
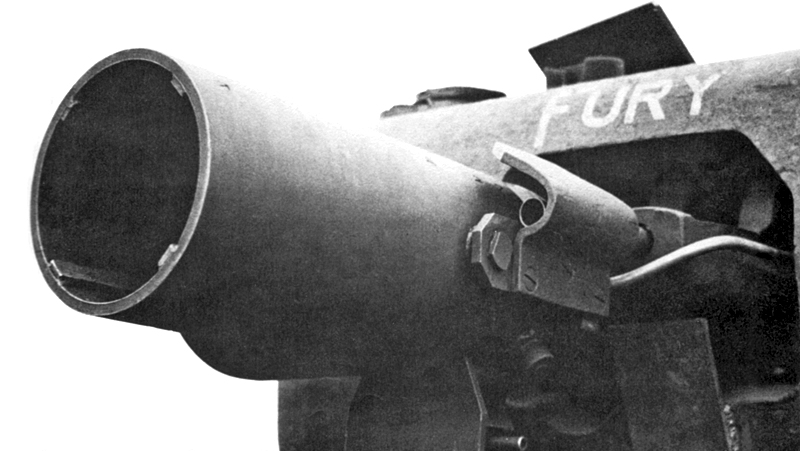
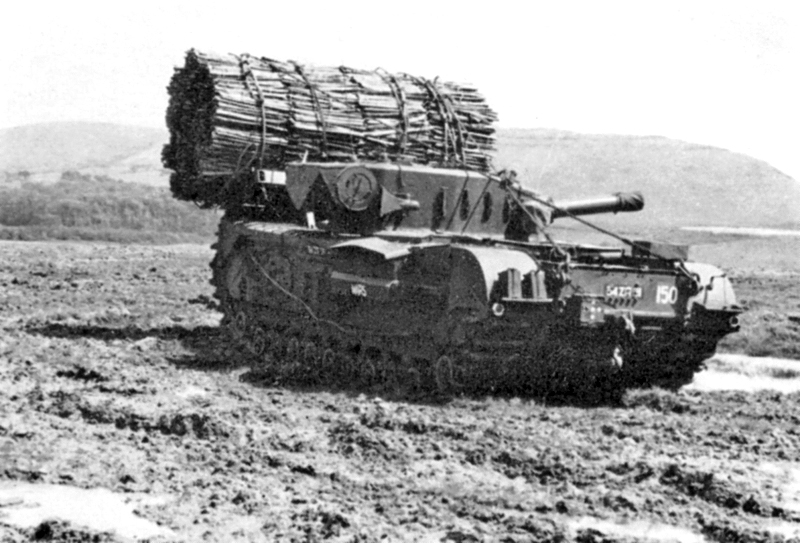
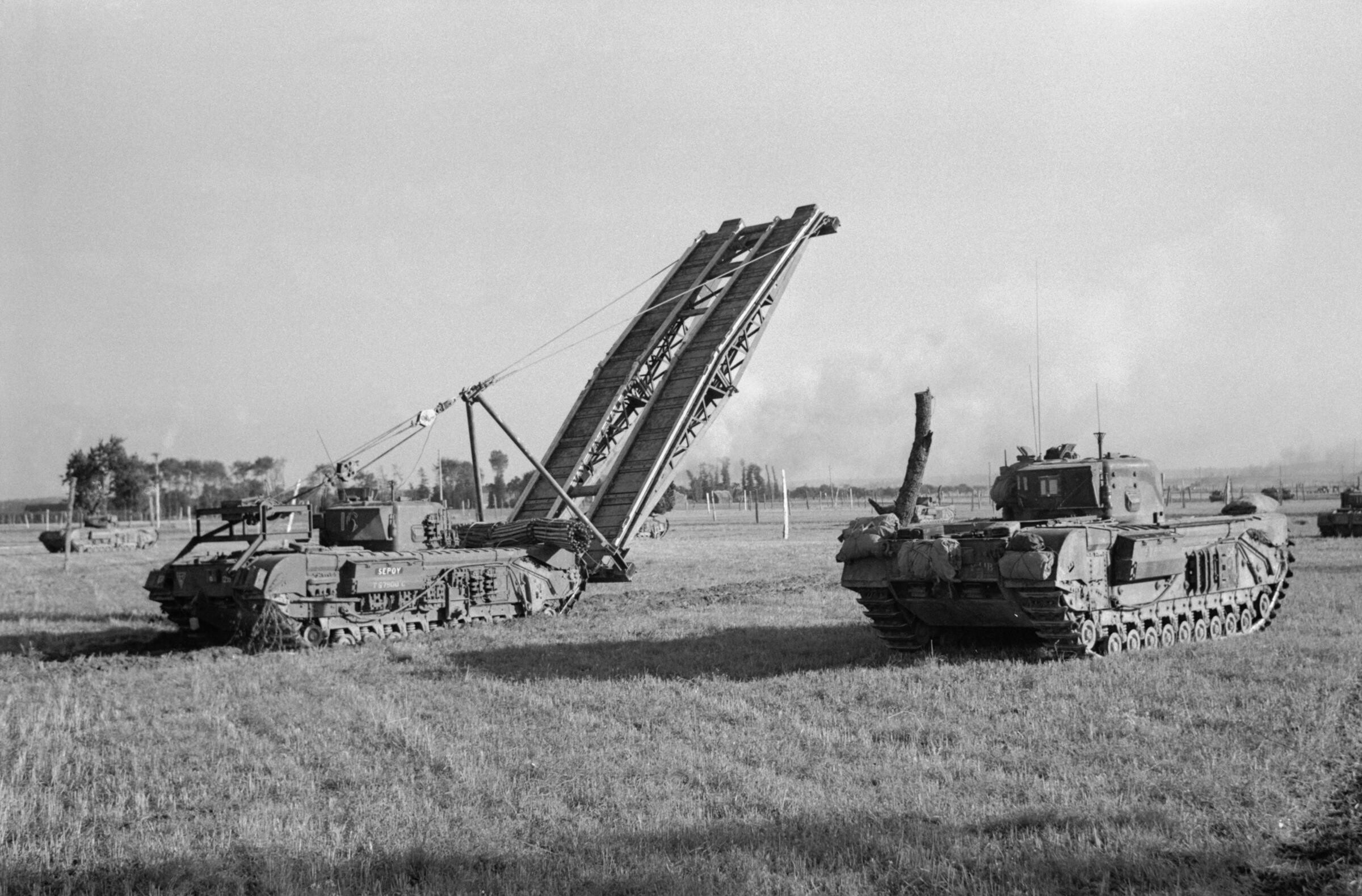
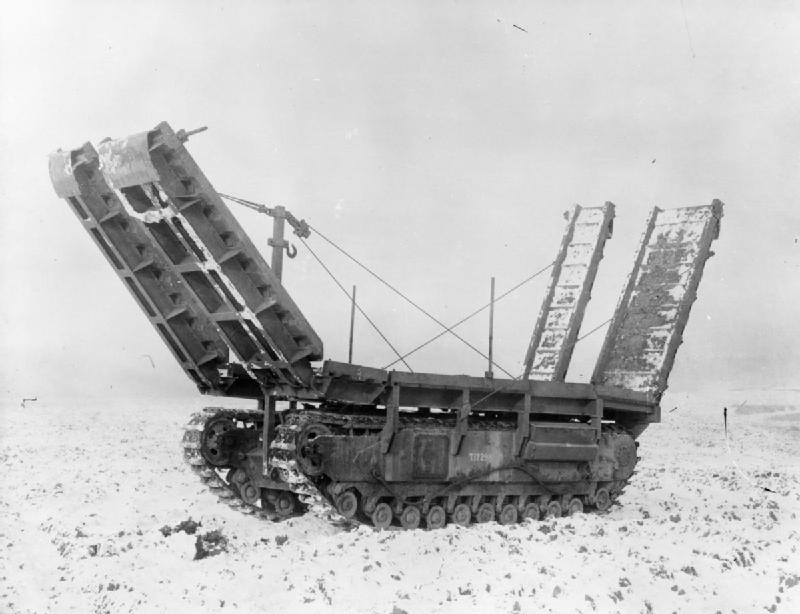
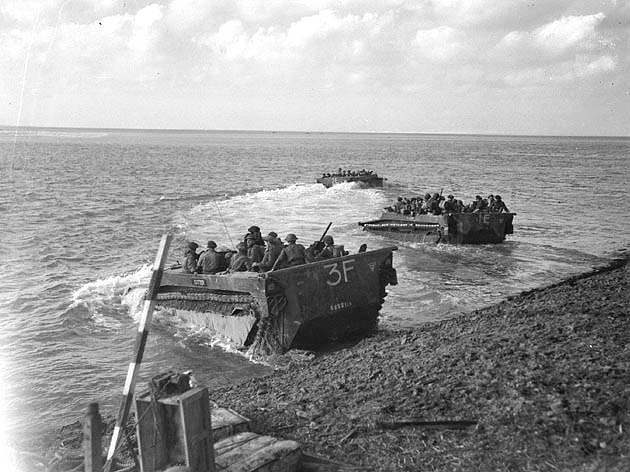
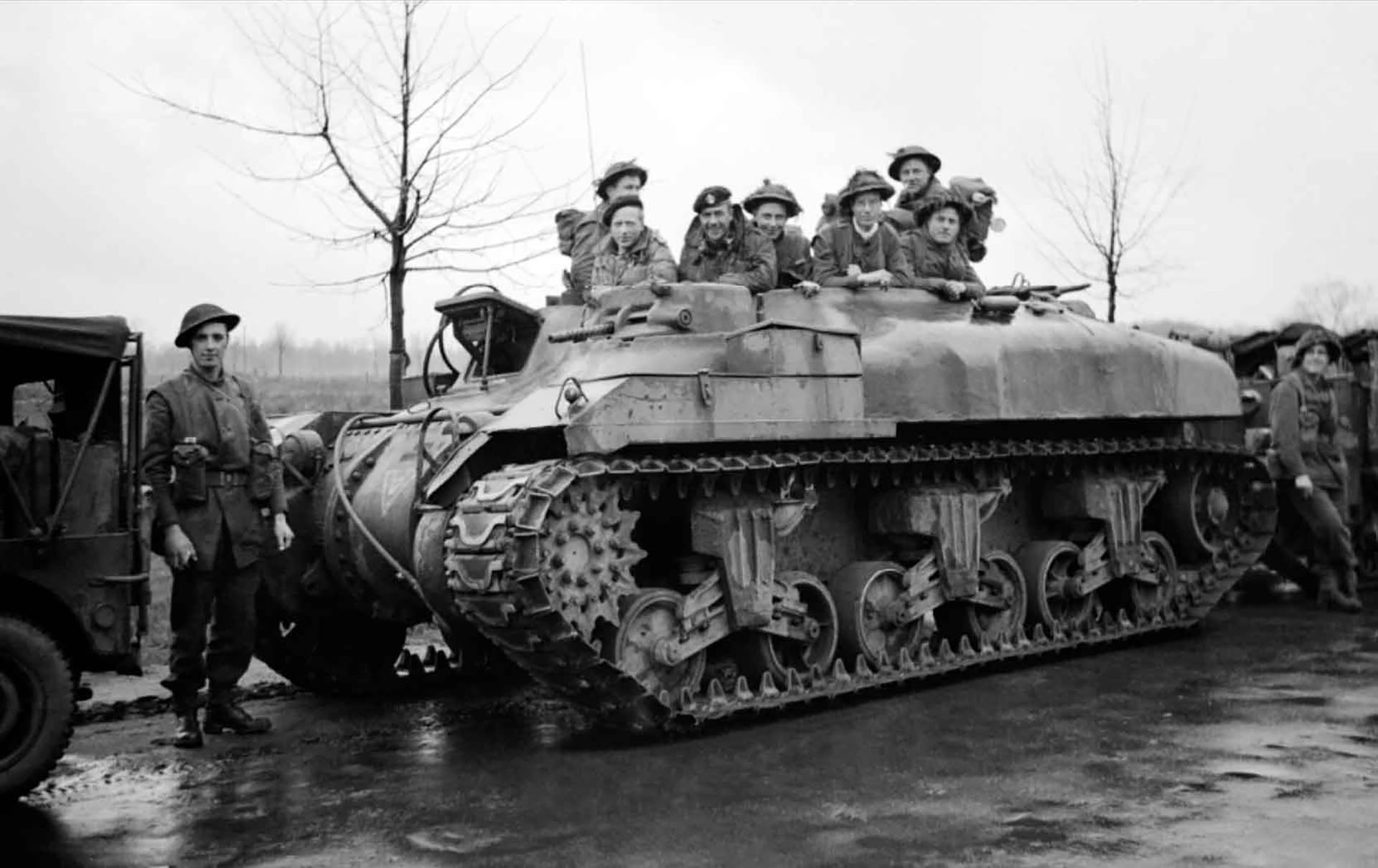
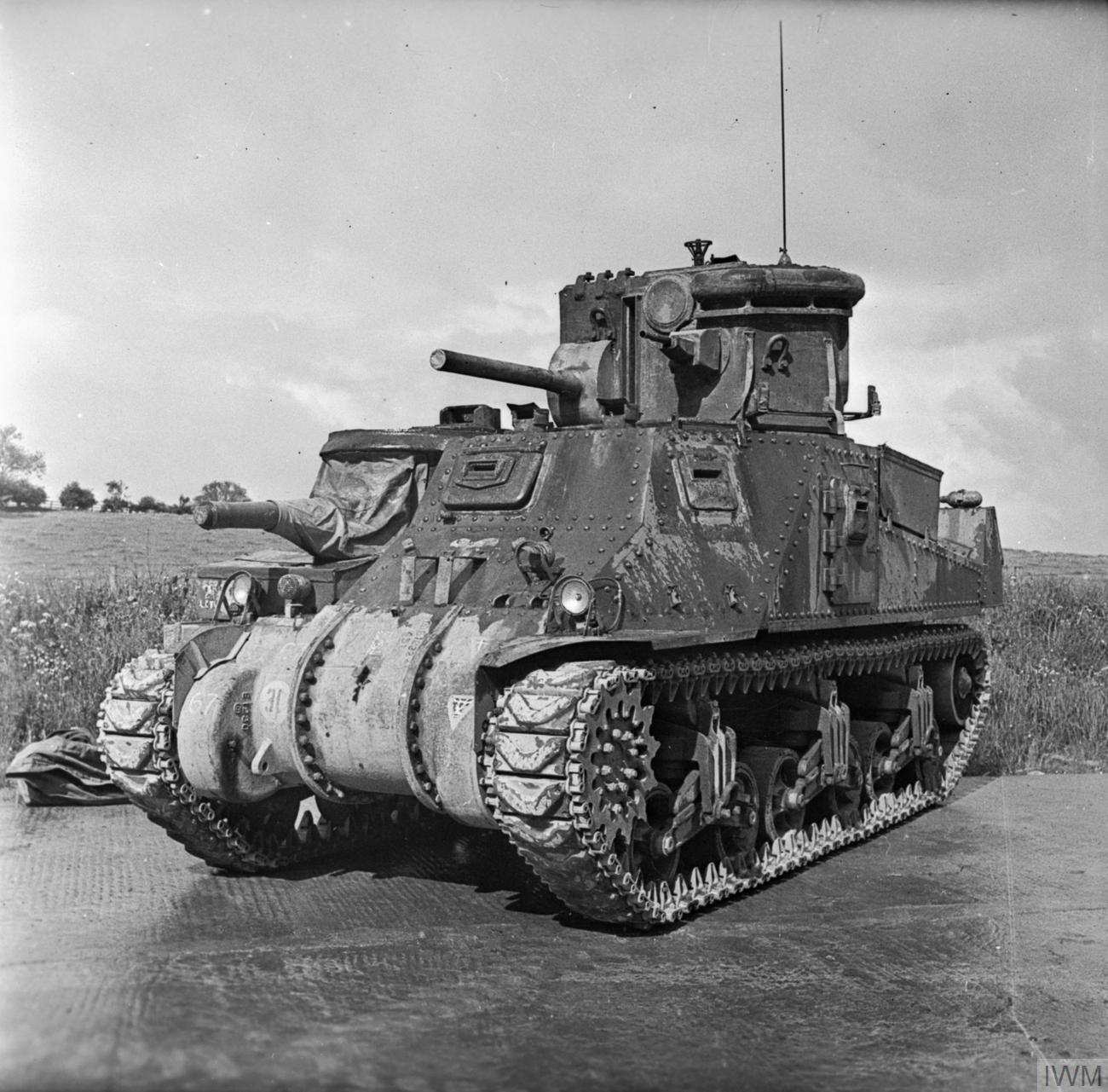
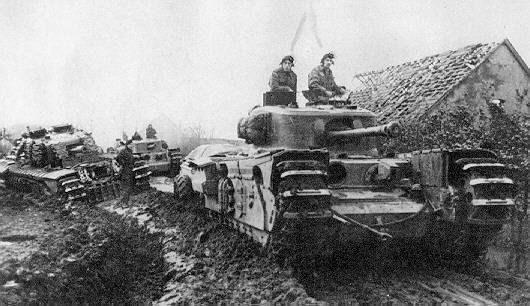